# Derocheilocaris remanei
Derocheilocaris remanei is een kreeftachtigensoort uit de familie van de Derocheilocarididae. De wetenschappelijke naam van de soort is voor het eerst geldig gepubliceerd in 1951 door Delamare-Deboutteville & Chappuis.